# Maiski (Nébug)
|  | Per a altres significats, vegeu «Maiski». |

Maiski - Майский (rus) és un possiólok del krai de Krasnodar, a Rússia. Es troba als vessants meridionals de l'extrem oest del Caucas occidental, a l'oest de la desembocadura del riu Kazatxia Sxel, a la riba nord-oriental de la mar Negra, a 13 km al nord-oest de Tuapsé i a 96 km al sud de Krasnodar.
Pertany al poble de Nébug.